# هيغويرا لا ريال
بلدية هيغويرا لا ريال (بالإسبانية: Higuera la Real)‏, هي إحدى بلديات مقاطعة بطليوس, التي تقع في منطقة إكستريمادورا, والتي تقع في غرب إسبانيا.
يبلغ عدد سكانها 2.551 نسمة وفقاً لإحصائية سنة (2002).